# Fleckenroller
Der Fleckenroller (Chrotogale owstoni) ist eine Raubtierart aus der Familie der Schleichkatzen (Viverridae). Er lebt in Südostasien.

## Beschreibung
Fleckenroller haben einen langgestreckten, schlanken Körper mit einem buschigen Schwanz und einer langgestreckten Schnauze. Die Grundfärbung des Fells ist grau, am Rücken haben sie vier breite, schwarze Querstreifen, im Gesicht und am Nacken mehrere schwarze Längsstreifen. Zwischen den Bändern und auf den Gliedmaßen weisen sie zahlreiche schwarze Flecken auf. Auch der hintere Teil des buschigen Schwanzes ist schwarz. Fleckenroller erreichen eine Kopfrumpflänge von 56 bis 72 Zentimeter, eine Schwanzlänge von 35 bis 47 Zentimeter und ein Gewicht von 2,5 bis 4 Kilogramm.

## Verbreitung und Lebensraum
Fleckenroller leben im südlichen China (Yunnan und Guangxi), in Laos und dem nördlichen und mittleren Vietnam. Ihr Lebensraum sind Wälder, meist in der Nähe von Flüssen.

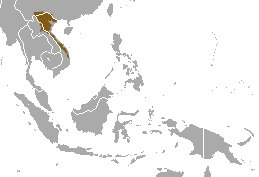
Verbreitungskarte des Fleckenrollers

## Lebensweise
Sie sind nachtaktiv und leben vorwiegend am Boden. Als Schlafplätze nutzen sie Baumhöhlen, Erdlöcher oder dichte Vegetation. Obwohl sie in freier Natur Einzelgänger sind, leben mehrere Tiere in Gefangenschaft friedlich beieinander. Sie sind territoriale Tiere, die ihr Revier mit dem Sekret ihrer Analdrüse markieren.
Fleckenroller ernähren sich vorwiegend von Würmern und Insekten, manchmal verzehren sie auch kleine Wirbeltiere und Früchte. Mit ihrer langen Schnauze durchwühlen sie oft Erde oder Laub, klettern aber zur Nahrungssuche manchmal auch auf Bäume.
Ein- oder zweimal im Jahr bringt das Weibchen nach rund 60-tägiger Tragzeit ein bis drei Jungtiere zur Welt.

## Bedrohung
Fleckenroller sind zu einem gewissen Grad Kulturfolger, die in der Nähe von Dörfern leben und auf der Suche nach Abfällen manchmal in Häuser eindringen. Die Jagd und die Zerstörung ihres Lebensraums stellen die Hauptbedrohung dar, die IUCN listet sie als gefährdet (vulnerable).